# House of Lords Act 1999
Der House of Lords Act 1999 ist ein Gesetz des britischen Parlaments im Rahmen der Verfassungsreformen von New Labour, das am 11. November 1999 beschlossen wurde. Es bedeutete eine wichtige Veränderung der Verfassung des Vereinigten Königreichs Großbritannien und Nordirland, da es einen Teil der Legislative, nämlich das House of Lords, grundlegend veränderte.
Jahrhundertelang waren mehrere hundert Sitze im House of Lords direkt erblich gewesen. Das neue Gesetz reduzierte die Zahl der erblichen Oberhaussitze auf 92. Diese 92 Personen setzen sich wie folgt zusammen:
- Die Inhaber der Ämter des Earl Marshal und des Lord Great Chamberlain, zwei der Great Officers of State, behielten ihr erbliches Recht auf einen Sitz, um ihren zeremoniellen Funktionen im Parlament nachkommen zu können.
- Der britische Erbadel selbst wählt, nach Parteizugehörigkeit getrennt, 75 weitere Vertreter aus seiner Mitte. Diese wiederum sind auf Lebenszeit Mitglieder des House of Lords.
- Das ganze House of Lords wählt 15 weitere Personen aus dem Kreis des erblichen Adels als stellvertretende Sprecher (Deputy Speakers).

Als Konsequenz des Gesetzes setzt sich das House of Lords heute ganz überwiegend aus Life Peers zusammen, also aus Personen, die auf Lebenszeit zu nicht-erblichen Baronen ernannt wurden. Oft handelt es sich hier um aktive oder im Ruhestand befindliche Parteipolitiker. Derzeit (Stand September 2024) setzt sich das House of Lords aus 805 Mitgliedern zusammen, davon 668 Life Peers, 91 besetzte Sitze der erblichen Peers sowie 26 Bischöfen der Church of England, die als sogenannte Lords Spiritual kraft Amtes ebenfalls im Oberhaus sitzen.
Die Reform war eine Kompromisslösung; eine Königliche Kommission unter Vorsitz von John Wakeham empfahl noch weitergehende Änderungen, etwa eine Ernennung von Mitgliedern auf Grundlage eines regionalen Proporzes sowie eine grundsätzliche Trennung von Adelstitel und Mitgliedschaft im House of Lords auch für die Life Peers.